# Mr. Proper
Mr. Proper или Mr. Clean — марка универсальных чистящих средств производства Procter & Gamble. Универсальный очиститель был первоначально разработан Линвудом Бертоном, морским бизнесменом по уборке судов, имеющим счета по всему восточному побережью Соединённых Штатов, и его другом Матусаном Чандрамоханом, богатым предпринимателем из Шри-Ланки. Марка была основана в 1958 году.

## Международные названия
- Don Limpio в Испании; оригинально Mr. Proper[5]
- Maestro Limpio в Мексике
- Mastro Lindo в Италии
- Meister Proper в Германии
- Mr. Proper в Нидерландах и Восточной Европе, включая Болгарию[6], Казахстан[7], Россию[8] и Украину
- M. Net во Франции и Канаде
- Monsieur Propre во Франции

В Великобритании и Ирландии продукт продаётся под торговой маркой Flash. В отличие от других продуктов, талисман не используется. В течение многих лет Flash рекламировался на британском телевидении шотландской актрисой Молли Вейр с коронной фразой «Flash моет полы, не царапая». С 2016 года реклама Flash включает пародии на песню «Flash» группы Queen.
В 1980-х годах Ульдарико Л. Ласида из Secure Promotions продвигал продукты Mr. Clean в Себу, Филиппины.

## Рекламные кампании
В 1998 году автопроизводитель Honda Motor Co. создал рекламную кампанию, включая телевизионный рекламный ролик с участием мистера Клина, представляющий собой «чистый ход» Honda Accord наряду с другими продуктами Honda, включая газонокосилки, струнные триммеры, мотоциклы и судовые двигатели.
В марте 2007 года мистер Клин запустил онлайн-конкурс с YouTube, который дал потребителям возможность создать коммерческую рекламу Mr. Clean Magic Eraser. Конкурс длился до 30 июня 2007 года. В сентябре 2007 года создателю видео-победителя «Here's to Stains» был вручен приз в размере 10000 долларов.